# Maisoncelle-et-Villers
Maisoncelle-et-Villers é uma comuna francesa na região administrativa de Grande Leste, no departamento das Ardenas. Estende-se por uma área de 11,08 km². Em 2010 a comuna tinha 72 habitantes (densidade: 6,5 hab./km²).